# 로렌초 데 실베스트리
로렌조 데 실베스트리(이탈리아어: Lorenzo De Silvestri, 1988년 5월 23일, 이탈리아 로마 ~ )는 이탈리아의 축구 선수이며 세리에 A 볼로냐 FC 1909에서 뛰고 있다. 피지컬을 앞세운 플레이를 하며 풀백에서 자주 뛴다.

## 우승 경력

### 라치오
- 코파 이탈리아: 1 (2008–09)

### 이탈리아
- 2008 툴롱 토너먼트 – (이탈리아 U-21) 우승